# Philippe Biane
Pour les articles homonymes, voir Biane.
Philippe Biane, né le 21 juillet 1962 est un mathématicien français qui travaille sur la théorie des probabilités, la théorie de représentation des groupes et la combinatoire.

## Enseignement et recherche
Philippe Biane a été professeur à l'université Paris VI et à l'École normale supérieure (ENS) de Paris. Il est directeur de recherche au Centre national de la recherche scientifique, au sein du Laboratoire d'informatique Gaspard-Monge (LIGM) de l'université Gustave Eiffel de Marne-la-Vallée.
Il se consacre surtout aux probabilités libres à la suite de Dan Voiculescu, ainsi qu'à la théorie des probabilités pour des variables non commutatives. En outre, il développe les connaissances sur les liens entre le mouvement brownien, la fonction zêta de Riemann et les fonctions apparentées à la théorie des nombres.
Philippe Biane est coéditeur de la revue spécialisée Probability Theory and Related Fields.

## Prix et distinctions
Il a obtenu en 1994 le prix Rollo Davidson. En 1998 il a reçu le Prix Leconte décerné par l'Académie des sciences. Il a été invité référent au Congrès international des mathématiciens de 2002 à Pékin, sur le thème des probabilités libres.

## Sélection de publications
- « Entropie libre et algèbres d’opérateurs », dans Séminaire Bourbaki, no 889, Astérisque, vol. 282, 2002
- « Introduction to random walk in non commutative spaces », dans Michael Schürmann, Nicolas Privault, Uwe Franz (éditeur) Quantum potential theory, Lecture Notes in Mathematics, vol. 1954, 2008, p. 61–116
- « Free probability for probabilists », dans Quantum Probability Communications, vol. 11 (Grenoble 1998), World Scientific 2003 « math/9809193 », texte en accès libre, sur arXiv.
- « Representations of symmetry groups and free probability », dans Advances in Mathematics, vol. 138, 1998, p. 126-181
- « Calcul stochastique non commutatif », dans Saint Flour Lectures on Probability Theory, 1993, Lectures Notes in Mathematics, vol. 1608, 1995, p. 1-96
- « La fonction zêta et les probabilités », dans Nicole Berline et Claude Sabbah (éditeurs), La fonction zêta, Éditions de l’École Polytechnique, 2003
- « Probability laws related to the Jacobi theta and Riemann zeta functions, and Brownian excursions », avec Jim Pitman et Marc Yor, dans Bull. Amer. Math. Soc., vol. 38, 2001, p. 435-465, [lire en ligne]